# Sociaaldemocratische Partij van Kosovo
De Sociaaldemocratische Partij van Kosovo (Albanees: Partia Socialdemokrate e Kosovës, PSDK) is een sociaaldemocratische politieke partij in Kosovo.

## Geschiedenis
De SDPK werd op 10 februari 1990 opgericht door o.m. Kaqusha Jashari. De oprichters waren afkomstig uit de hervormingsgezinde vleugel van de Kosovaarse Communistenbond die streefden naar herstel van het zelfbestuur van Kosovo dat indertijd een provincie van de Socialistische Republiek Servië was. Jashari was van 1991 tot 2008 voorzitter van de SDPK. Vanaf de late jaren negentig was de SDKP pleitbezorger van een onafhankelijke Kosovaarse staat. 
Bij de landelijke verkiezingen van 2017 maakte de SDPK deel uit van een lijstverbinding van regeringsgezinde partijen, maar slaagde er niet in om parlementszetels te winnen. In 2018 besloot een deel van de fractie van de progressieve Vetëvendosje lid te worden van de SDPK waardoor de sociaaldemocraten plots met 12 parlementariërs in het parlement was vertegenwoordigd. Bij de verkiezingen van 2019 gingen deze zetels echter allemaal verloren.
Sinds 2019 is Dardan Molliqaj leider van de SDPK.

## Ideologie
De SDPK is een partij die staat in de Europese sociaaldemocratische traditie.